# باول بيكسلر
باول بيكسلر (بالإنجليزية: Paul Bixler)‏ هو مدرب كرة سلة أمريكي، ولد في 25 يناير 1907، وتوفي في 18 نوفمبر 1985 في كليفلاند في الولايات المتحدة.

## وصلات خارجية
- باول بيكسلر على موقع كلية كرة السلة في سبورتس رفرنس.كوم (الإنجليزية)